# Saison 3 de Versailles
 (avril 2018).
Si vous disposez d'ouvrages ou d'articles de référence ou si vous connaissez des sites web de qualité traitant du thème abordé ici, merci de compléter l'article en donnant les références utiles à sa vérifiabilité et en les liant à la section « Notes et références ».
Chronologie
Saison 2
Cet article présente les dix épisodes de la troisième et dernière saison de la série télévisée Versailles, diffusée du 23 avril 2018 au 21 mai 2018 sur Canal+.

## Distribution

### Acteurs principaux
- George Blagden (VF : Franck Lorrain) : Louis XIV, roi de France
- Alexander Vlahos (VF : Anatole de Bodinat) : Philippe, duc d'Orléans
- Tygh Runyan (VF : Frédéric Popovic) : Fabien Marchal
- Stuart Bowman (VF : Michel Dodane) : Alexandre Bontemps
- Catherine Walker (VF : Christine Braconnier) : Françoise d'Aubiné, Madame de Maintenon
- Elisa Lasowski (VF : elle-même) : Marie-Thérèse d'Autriche, reine de France
- Evan Williams (VF : Thomas Roditi) : Philippe, chevalier de Lorraine
- Jessica Clark (VF : Victoria Grosbois) : Élisabeth-Charlotte de Bavière, princesse palatine
- Maddison Jaizani (VF : Leslie Lipkins) : Sophie de Clermont, duchesse de Cassel
- Steve Cumyn (VF : Patrice Dozier) : Jean-Baptiste Colbert
- Joe Sheridan (VF : Vincent Grass) : François Michel Le Tellier de Louvois
- Geoffrey Bateman (VF : Achille Orsoni) : Jacques-Bénigne Bossuet, évêque de Meaux
- Rory Keenan (VF : Valéry Schatz) : Léopold Ier, roi de Hongrie et empereur des Romains
- Jean-Hugues Anglade (VF : lui-même) : l'homme au masque de fer
- Anna Brewster (VF : Marie Diot) : Madame de Montespan
- Ken Bones (VF : Patrick Messe) : Cardinal Leto
- Marie Askehave (VF : Juliette Degenne) : Delphine, duchesse d’Angers
- Daphné Patakia : Eleanor
- Matthew McNulty (VF : Thibaut Lacour) : Guillaume
- Jeanny Platt (VF : Claire Beaudoin) : Jeanne
- Anthony Flanagan (VF : Julien Meunier) : Bastien
- Dominique Pinon (VF : lui-même) : Prisonnier lunatique
- Paul Bandey : Duc de Blaye
- Dan Rosson : ministre autrichien
- Ernesto Costa : Tristan
- Tim Loane : Olivier
- Maximilin Seweryn : Gardien de prison
- Victoire Dauxerre : Adèle de Vasseur
- Clément Toyon : Di Marco
- Jessica Hinds : Femme de chambre de la princesse palatine
- Carmen Cabello Sanchez : Femme de chambre de Marie-Thérèse

## Liste des épisodes

### Épisode 2:Question de confiance
- France : ... sur Canal+
- Belgique : 2 septembre 2018 sur La Deux

- Dominique Pinon (Prisonnier lunatique)

Philippe se réveille dans sa chambre, à Versailles. Ses propos confus à propos du prisonnier au masque de fer sont interprétés comme des divagations par son épouse et Bontemps. Ce dernier présente les faits comme un accident, où Philippe aurait glissé. Le Roi explique à son frère avoir découvert que le prisonnier masqué s'appellerait Macquart, un voleur instable désigné duc de Sullun (« nullus », à l'envers, c'est-à-dire « personne ») pour le calmer. Mais Philippe est déterminé à découvrir la vérité. Secrètement, Bontemps charge un messager de se rendre à Rome.
Après un duel acharné à l'épée entre Louis et Léopold, et remporté par l'empereur de Hongrie, les négociations reprennent entre les deux souverains. L'empereur de Hongrie a obtenu du Pape une autorisation de céder à la France les territoires de Strasbourg et de Luxembourg. Cependant, le roi de France en veut plus, et réclame l'Espagne, et ce malgré un précédent accord entre les deux hommes sur un partage équitable du pays, à la mort de son souverain, le roi Charles II.
Léopold avoue à Marie-Thérèse ses craintes de voir les Habsbourg disparaître si Louis parvient à ses fins. Pour contrecarrer ses plans, il souhaite marier sa nièce Éléonore à Charles II, frère de Marie-Thérèse. Celle-ci accepte de l'aider en écrivant au roi d'Espagne. Pour préparer sa nièce, l'empereur l'invite à fréquenter la reine de France, afin que celle-ci l'informe de la vie en Espagne. Marie-Thérèse dévoile à Éléonore l'infirmité et la maladie dont souffre le roi d'Espagne.
Les ragots lancés par Madame de Montespan au sujet de Madame de Maintenon se répandent, jusqu'à atteindre les oreilles du roi. Maintenon convainc Louis que ces rumeurs sont fausses. Afin d'y mettre fin, le roi réaffirme son autorité en sanctionnant toute personne coupable de calomnie à l'encontre de sa protégée. Mademoiselle de Vasseur se voit ainsi congédiée. Écoutant une conversation entre Élisabeth-Charlotte et Montespan, Bontemps apprend que cette dernière est à l'origine des rumeurs. Quand il en est informé, Louis oblige son ancienne maîtresse à renoncer à sa place à la cour, et à se retirer dans un couvent. Quant à Élisabeth-Charlotte, elle se voit retirer la garde de son fils afin qu'il soit élevé loin de Versailles.
Sophie de Clermont, la Duchesse de Cassel, se présente aux grilles du château. Elle explique à Marchal, puis au Roi, qu'elle a été recrutée par Guillaume d'Orange afin d'espionner la cour de France, mais qu'elle a refusé sa proposition. Elle serait revenue en France en s'échappant. Face au refus de Louis de la croire, elle lui révèle que l'armée des Pays-Bas s'apprête à rejoindre l'Autriche, pour épauler Léopold. Après avoir mené son enquête, Marchal libère la Duchesse, non sans lui faire part des soupçons qu'il continue d'avoir à son égard.
À la Bastille, Philippe découvre que Macquart s'est donné la mort. Ne croyant pas en cette version, il interroge un prisonnier, qui lui révèle que le prisonnier au masque serait un mort-vivant, puis délire en invoquant Caïn et Abel. À Versailles, Philippe se souvient que l'homme qu'il avait vu avait des yeux bleus, et non bruns comme ceux de Macquart. Il charge alors Marchal de mener l'enquête. Celui-ci découvre que Macquart n'était qu'un voleur inoffensif, qui a été déplacé de la prison de Clichy à la Bastille sans explication.
Durant les négociations, Louis laisse entendre à Léopold qu'il est au courant de son rapprochement avec Guillaume d'Orange, mais que cette union ne suffira pas à arrêter une attaque de l'Empire ottoman. Seule la France le peut, mais en contrepartie le roi exige au minimum 80% de l'Espagne. Ultérieurement, l'empereur accepte la proposition française, et annonce quitter Versailles pour rentrer à Vienne le lendemain. En réalité, Léopold prépare son départ... pour Madrid, et informe Éléonore qu'elle épousera Charles, même sans son consentement. De son côté, Louis envoie Bossuet, l'évêque de Troyes, à Rome afin de convaincre le Pape du bien-fondé de la prise de possession de l'Espagne par la France. Il est ensuite informé par Louvois qu'un cortège de noble autrichien a franchi la frontière espagnole, ce qui laisse supposer la tenue prochaine d'un mariage. Lors de la signature du traité, Louis fait part à Léopold de son souhait de garder Éléonore à Versailles, arguant d'un rapprochement entre la nièce de l'empereur et l'épouse du roi. Éléonore accepte la proposition avec joie, et le roi ajoute qu'il pourrait lui trouver un mari. Ne pouvant dévoiler son stratagème, Léopold est forcé d'accepter.
Le nouvel impôt royal est mal perçu auprès du peuple. Une grande partie de la population refuse de le payer, notamment des employés de Guillaume, ce qui met en péril leur contrat d'exclusivité avec Versailles. Alors qu'il prend les mesures des pieds du roi, Guillaume et sa sœur Jeanne sont interrogés par ce dernier quant aux sentiments du peuple à son égard. Jeanne révèle au souverain les mécontentements de la population parisienne. Colbert en personne est envoyé dans les rues de Paris pour convaincre la population, sans succès.

### Épisode 4:Crime et châtiment
- France : ... sur Canal+
- Belgique : 9 septembre 2018 sur La Deux

- Blaise Pettebone (Mousquetaire Hugues)
- Gabrielle Lazure (Mère supérieure)
- Pascal Henault (Homme de main de Bastien)

Fabien Marchal est retenu prisonnier par Bastien et ses acolytes, qui lui infligent une cicatrice pour chaque jour d'enfermement. Le roi, en colère, lance des mousquetaires fouiller chaque maison de Paris. Jeanne et Guillaume découvrent que Bastien garde Marchal dans la cave de leur tannerie, ce qui les met en danger. Jeanne suggère à Guillaume d'aller négocier avec le roi un échange de prisonnier, afin de libérer Tristan. Guillaume s'entretient donc avec Louis, mais c'est finalement Philippe qui convainc son frère, tout en se proposant pour superviser l'échange. Cependant, le roi donne discrètement d'autres ordres à Hugues, un mousquetaire. Pendant ce temps, Jeanne cherche à ouvrir les yeux de Fabien sur les inégalités au sein du Royaume.
Philippe fait part à son frère et à Bontemps de sa découverte : il a revu l'homme au masque de fer, puis a été attaqué. Bontemps se propose pour remplacer Marchal et aider le duc dans son enquête. Ensemble, ils se rendent à la maison isolée en forêt. Philippe y découvre une dague, mais prend soin de ne pas la présenter à Bontemps. Philippe demande ensuite à Bontemps de cesser l'enquête.
La duchesse de Cassel cherche à persuader la reine de reprendre la route vers l'Espagne, sans succès. Louis interroge ensuite son épouse, étonné qu'elle renonce à rendre visite à son frère mourant. Élisabeth-Charlotte, elle aussi, cherche à en savoir plus auprès de Marie-Thérèse, mais sans y parvenir. En faisant son rapport au roi, la princesse palatine défend la reine, et suggère à Philippe de rencontrer Dupuy, un saltimbanque. Bontemps émet des réserves : Augustin Dupuy est un Huguenot, donc un protestant. 
Dans les rues de Paris, Philippe et ses mousquetaires retrouvent Fabien, toujours aux mains de Bastien. Marchal est libéré contre la promesse de la libération des prisonniers. À peine Fabien a-t-il rejoint Philippe que les mousquetaires ouvrent le feu, sous l'ordre de Hugues. Bastien survit, mais ses acolytes sont descendus. De retour à Versailles, Philippe reproche le carnage à son frère. Fabien, quant à lui, s'inquiète du sort des prisonniers.
Philippe confie à Marchal la dague qu'il a retrouvée, et leur enquête reprend. Ils se rendent à la Bastille et y interrogent le gouverneur, sans ménagement. Celui-ci nie avoir une quelconque connaissance de l'affaire qui les préoccupe.
Dans un salon de Versailles, Depuy montre à la cour les résultats de son étude du cerveau. Il défend la science, qu'il concilie avec sa foi. Le roi feint un intérêt pour l'exposé, puis ordonne que l'enfermement du scientifique. Le chevalier de Lorraine promet à la duchesse d'Angers de faire son possible pour qu'il soit libéré. Mais Louis campe sur ses positions, assumant même la sévérité de son action. De retour auprès de Delphine, le chevalier explique que le roi a promis de réfléchir à la libération de Depuy.
Les prisonniers sont finalement libérés. Tristan retrouve son père Bastien, ainsi que Jeanne. Mais Olivier, qui a accompagné Tristan en prison, est violemment tué les hommes de Marchal, qui lui plantent un écriteau mentionnant « Justice ».
Le marquis de Louvois informe Louis que le roi d'Espagne a accueilli les nobles autrichiens à Madrid, et qu'il est dès lors en bonne santé. Louis demande alors retrouver la princesse Eleanor. Il lui explique qu'il est au courant du mariage que son oncle, l'empereur Léopold, cherche à conclure. Le roi invite Eleanor à une fête, qui se déroulera ce soir-là. Il confronte ensuite Marie-Thérèse sur sa trahison. Il comprend alors que la reine a couché avec Léopold, et décide de la confiner dans l'enceinte du palais.
Bossuet, de retour à Versailles, présente Di Marco au roi. Louis comprend que le Vatican ne s'est pas rallié à la cause de la France, et que Di Marco a été envoyé afin de le surveiller.
Lors de la fête du soir, le chevalier et Delphine poursuivent leur rapprochement. Bontemps reçoit quant à lui un message discret, puis s'éclipse. Il se rend aux écuries, où le gouverneur de la Bastille l'informe que le duc d'Orléans poursuit son enquête. Le gouverneur veut s'entretenir avec le roi, et ne croît pas Bontemps lorsqu'il lui assure que Louis est au courant de tout. Il n'aura pas le temps de le vérifier : Bontemps le poignarde aussitôt. Eleanor retrouve le roi et cherche à le séduire. Le monarque amène la jeune femme dans sa chambre. Alors que Louis a l'intention de la dépuceler, elle lui avoue ses sentiments. Le roi se ravise alors.
Dans les rues de Paris, la duchesse de Cassel se procure une fiole. À son retour au palais, elle croise Marchal mais parvient à dissimuler l'objet. Sophie se rend ensuite dans la chambre de la reine, et ouvre le contenant sous son oreiller. Sur le chemin du retour, elle croise Eleanor.
Dans le couvent où elle est recluse, Madame de Maintenon s'entretien avec la mère supérieure. Maintenon avoue vouloir encore être auprès du roi, et surtout sa soif de pouvoir. Dans la nuit, Louis ne parvient pas à trouver le sommeil. Bontemps lui livre son sentiment : son ancienne maîtresse lui manque. Mais le roi craint que revenir à elle serait faire preuve de faiblesse. Il se rend alors au couvent pour y retrouver Madame de Maintenon, et lui avoue son amour.

### Épisode 5:L'au-delà
- France : ... sur Canal+
- Belgique : 9 septembre 2018 sur La Deux

- Selva Rasalingam (Barek)
- Antoine Blanquefort (Docteur)

Madame de Maintenon est de retour à Versailles. Elle promet à Louis qu'ils élimineront tous ceux qui se mettront sur leur chemin. Le roi la nomme membre permanent du Conseil. Louis décide de maintenir la pression sur Strasbourg et Luxembourg, afin de distraire l'empereur Léopold de ses intérêts espagnols. Il charge également Bontemps d'enquêter sur Di Marco. Quant à Colbert, il explique avoir entamé des négociations avec un ottoman. Le Conseil est soudainement interrompu par la reine, qui ne supporte plus d'avoir été écartée par son époux. C'est alors qu'elle fait un malaise et perd connaissance.
La princesse palatine rend visite à la reine convalescente. Marie-Thérèse lui explique qu'elle est sa seule véritable amie à Versailles.
Bontemps s'entretien avec Di Marco. Ce dernier lui remet les salutations du cardinal Leto, et connaît l'arrangement qui existe entre les deux hommes. Le Vatican n'a plus confiance en Bontemps, et le duc d'Orléans est perçu comme gênant.
Barek, le marchand ottoman, s'entretien avec le roi et Colbert. Il souhaite offrir à la France une alliance, mettant en avant les nombreuses routes commerciales contrôlées par les ottomans. Colbert y voit un partenariat potentiellement fructueux sur le plan financier. À huis clos, Barek dévoile la vraie raison de sa présence : il est envoyé par le sultan Mehmed souhaite une alliance militaire afin de vaincre leur ennemi commun, à savoir la monarchie de Habsbourg. Louis accepte de poursuivre les négociations, à condition qu'elles restent confidentielles.
Fabien et ses mousquetaires découvrent le cadavre du gouverneur de la prison de la Bastille. Philippe en déduit que quelqu'un à la cour est au courant de leur enquête. Ses soupçons se portent sur Bontemps, mais Marchal doute de ses capacités à commettre un meurtre. Fabien propose d'en discuter ouvertement avec le roi et Bontemps, mais le duc refuse.
La duchesse d'Angers profite du retour de Maintenon pour reprendre leurs relations amicales. Elle plaide auprès d'elle la cause des protestants, dont Depuy récemment enfermé. Mais Françoise ne la suit pas, et soutient totalement Louis. Ce changement de comportement trouble Delphine. Maintenon assume désormais ses ambitions, et rejette ses anciens péchés en arguant qu'elle était alors protestante. Au roi, elle explique que Depuy n'a fait que répété ce que pensent tous ses sujets protestants, et que ceux-ci remettent en cause son autorité de droit divin.
Auprès du Conseil, Louis compare la présence des protestants à la cour à celle de vers à bois sur un bateau : il les voit comme une menace dont il faut se débarrasser avant qu'ils deviennent nuisibles. Colbert lui rappelle que les protestants lui ont été loyaux, mais Louvois et Maintenon supportent le roi. Bontemps rappelle quant à lui l'existence d'une législation tolérante. Le roi ne souhaite cependant aucune violence : il ordonne un recensement des protestants, pour ensuite se montrer plus reconnaissant envers ceux qui se convertiraient au catholicisme. Dans une conversation avec Louvois, Colbert fait part de ses craintes de nouveaux troubles si Louis suit les conseils de Françoise. Selon lui, il faut rejeter toutes dérives sectaires, quitte à prendre les armes. Louvois comprend ses propos comme un appel à une mutinerie.
Marchal informe Bontemps du meurtre du gouverneur de la Bastille, et lui demande s'il connaitrait des suspects potentiels. Mais Bontemps rappelle sèchement à Fabien que son rôle est de protéger la famille royale, et qu'il ferait mieux de se préoccuper de la reine dont il soupçonne qu'elle a été victime d'un empoisonnement.
Philippe montre à Bossuet la dague qu'il a trouvé. L'évêque confirme que les inscriptions gravées dans la lame signifient « la mort du diable », et que la Bible y fait allusion. La véritable histoire se trouve cependant dans les apocryphe biblique ; des écrits que l'Église juge problématiques. Quant au symbole, ce serait celui d'une ancienne secte, les chevaliers de Damas de la 3e croisade, un ordre clandestin chargé de protéger l'Église, et qui à cette fin pouvait agir en toute impunité. Di Marco assiste discrètement à la conversation, ce que remarque le duc.
Au milieu de la nuit, Bontemps quitte la chambre de Louis, où il a pour habitude de surveiller le souverain, pour aller prier. Il est rejoint par Di Marco, qui lui demande de rencontrer le prisonnier. Bien que Bontemps serve le roi, Di Marco lui rappelle qu'ils servent tous deux une autorité supérieure. Le lendemain, Bontemps mène Di Marco au prisonnier. Il explique avoir toujours protégé ce dernier, et que le roi n'est au courant de rien. 
À Paris, les employés de la tannerie rendent hommage à feu Olivier, leur employé. Guillaume montre à Jeanne la nouvelle mise en garde du roi à l'égard des protestants. Il se rend ensuite au palais, dans l'espoir de s'entretenir avec le duc d'Orléans. Mais c'est Louvois qu'il croise. Il explique alors au ministre qu'il craint pour la survie de son commerce. Louvois le rassure en lui proposant un contrat à perpétuité, pour fournir en bottes son infanterie. À une condition, toutefois : que Guillaume se convertisse. De retour à Paris, Guillaume explique les termes de l'accord à sa sœur. Mais alors qu'il envisage de se convertir, tel n'est pas le cas de Jeanne, qui préfère ses principes à l'argent.
Philippe confronte son frère : il le soupçonne ouvertement d'avoir fait venir Di Marco à Versailles, afin d'entraver son enquête. Louis perçoit toujours cette histoire comme de la paranoïa. 
Delphine confie au chevalier de Lorraine qu'elle s'inquiète que son nom soit mis sur une liste, et pour l'avenir de son neveu. Le chevalier lui avoue avoir envisagé de se convertir au protestantisme pour se rapprocher d'elle. Mais en raison du contexte actuel, il suggère plutôt à sa maîtresse de devenir catholique. Cela vexe la duchesse, qui lui annonce refuser tout mariage avec lui. Le soir venu, le chevalier confie à Élisabeth-Charlotte et à Philippe être tombé amoureux de la duchesse d'Angers. La princesse palatine doit alors s'absenter, conviée par la reine. Philippe et son ancien amant poursuivent la discussion seuls, et se remémorent leur ancienne romance. Philippe conseille au chevalier de montrer à Delphine ce qu'il ressent.
De son côté, la reine reçoit Élisabeth-Charlotte et Sophie, mais elle semble dans un état second. Elle renverse son vin, se déshabille devant les domestiques et parle comme une enfant : Marie-Thérèse semble progressivement perdre la raison. Elle croit entendre la voix de sa défunte mère, et se montre agressive vis-à-vis du médecin présent. Elle est ensuite prise de convulsions tout en faisant une hémorragie interne. Le lendemain, Bossuet explique au roi que son épouse est possédée. La princesse palatine invoque plutôt la maladie, mais Louis rejette cette thèse. L'évêque propose de procéder à un exorcisme.
L'affaire fait grand bruit à la cour, et Eleanor remarque que Sophie est tendue. Marchal mène alors l'enquête, et interroge la dame de compagnie de Marie-Thérèse pour connaître l'identité de la dernière personne à avoir vu la reine avant qu'elle ne tombe malade. Il interroge ensuite Sophie, mais la duchesse est sauvée par Eleanor, qui justifie sa présence auprès des appartements de la reine cette nuit-là. Ensuite, Eleanor interroge Sophie afin de connaître la vraie raison de sa présence. La duchesse lui révèle travailler pour Léopold.
L'exorcisme a lieu sous la direction de Bossuet. Françoise suggère à Louis d'être présent aux côtés de son épouse, afin de démontrer son droit divin. Le roi se rend au chevet de son épouse et parvient à la calmer. L'acte est alors décrit comme un miracle. Le chevalier profite de cette occasion pour s'entretenir avec Maintenon, pour qu'elle convainque le roi de plus de clémence à l'égard des protestants, et en particulier la duchesse d'Angers. À cela, Françoise répond que les services du chevalier en tant que maître des cérémonies ne sont plus nécessaires. Louis bénit les protestants de la cour qui se sont convertis au catholicisme. Parmi eux se trouve Guillaume.
Philippe fouille la chambre de Di Marco. Il découvre le symbole des chevaliers de Damas de la 3e croisade gravé sur sa mallette. Le soir venu, dans les allées du jardin, Philippe confronte Di Marco. Un duel à l'épée s'engage. Di Marco prend l'ascendant sur Philippe, et est tente de le noyer dans un bassin. Philippe renverse la situation : il poignarde le prêtre, et l'interroge sur l'identité de l'homme au masque de fer. Il lui répond que le roi n'est pas choisi par Dieu.

### Épisode 6:La roue de la fortune
- France : ... sur Canal+
- Belgique : 9 septembre 2018 sur La Deux

- Frances Pooley (Marie-Louise d'Orléans)
- James Flynn (Cavanel)
- Serge Feuillard (Robiquet)

Les membres de la cour se recueillent à tour de rôle devant la dépouille de la reine. Le roi se présente aux côtés de Françoise, sous le regard désapprobateur d'Élisabeth-Charlotte. Maintenon veut convaincre le roi que le décès de son épouse est un signe de Dieu. Au même moment, Philippe montre à Fabien le cadavre de Di Marco. Ils échangent sur les dernières paroles du prêtre, qui remet en question la légitimité du trône. Marchal compte consulter les registres de toutes les lignées de sang royal.
Au Conseil, le roi annonce qu'il ne peut plus prétendre à l'Espagne, en raison du décès de son épouse. Il souhaite désormais convaincre le Vatican d'un mariage entre sa nièce Marie-Louise et Charles d'Espagne. Pour prouver au Vatican qu'il est un allié, Maintenon suggère à Louis d'infliger un châtiment aux protestants, se faisant ainsi le grand défenseur de la cause catholique. Colbert craint que les protestants quittent alors le pays, ce qui serait mauvais pour l'économie. Le roi réplique qu'il augmentera la gabelle, pour compenser cette perte au sein des finances publiques.
Sophie murmure une demande de pardon devant la défunte reine. Elle est rejointe par Marchal, qui lui montre le récipient que la duchesse a utilisé pour transporter l'insecte responsable du décès de Marie-Thérèse. Sophie feint d'oublier qui lui a offert ce boitier. Avant de la quitter, Fabien explique qu'il sait reconnaître un meurtrier à son regard.
Maintenon rend visite à Élisabeth-Charlotte. La princesse palatine évoque un remariage éventuel du roi. Elle ne voit en Françoise qu'une énième insignifiante maîtresse de Louis.
Le roi poursuit ses négociations discrètes avec Barek. Il souhaite conclure un accord pour contrôler toutes les routes commerciales du bassin méditerranéen. En échange, il ne s'opposera pas à une invasion ottomane de l'Autriche. L'accord est signé, et Barek s'apprête à quitter la France pour rejoindre Malte.
Le cardinal Leto arrive au palais, et demande à voir le roi. Il est escorté par Bontemps, qui se présente à lui. Leto rencontre ainsi son correspondant. Il l'interroge sur l'absence de Di Marco, et demande à le voir. Le cardinal présente ses condoléances à Louis, puis l'informe que Léopold souhaite assister aux funérailles.
Les protestants de la cour s'inquiètent. La duchesse d'Angers est accostée par le chevalier de Lorraine, qui s'ouvre à elle et lui avoue son amour. Ils sont interrompus par Louvois qui, au nom du roi, exige des protestants qu'ils lui remettent leurs Bibles traduites en français. Delphine confronte Louvois, mais ce dernier défend les catholiques, qui lisent la Bible en latin. Dans la foulée, l'amitié entre Delphine et Françoise est brisée.
Élisabeth-Charlotte s'émeut de la situation, elle qui a auparavant été protestante. Elle en fait part à son époux, le duc d'Orléans. Louis les rejoints, et présente à son frère Marie-Louise, la fille de Philippe, que ce dernier ne reconnaît pas. Il la décrit comme « la future reine d'Espagne ». La princesse palatine est ravie de rencontrer sa belle-fille, alors que Philippe pensait que sa fille devait épouser le fils de Louis.  Mais le roi a d'autres plans.
Louis demande conseil à Françoise : comment convaincre Leto ? S'agissant d'un émissaire du Pape, elle déduit que sa quête du pouvoir est plus importante que sa foi, et qu'il a dû corrompre et trahir pour en arriver à ce poste. Il faut donc le flatter. Le cardinal se présente, et Maintenon quitte les appartements de Louis. Leto reproche à Louis la tyrannie qu'il met en œuvre. Le roi explique défendre les intérêts de l'Église. Il présente l'idée d'une union entre Charles II et Marie-Louise, malgré la précédente bénédiction du Pape pour un mariage entre Charles et Eleanor.
Bontemps s'entretien avec Marchal, et explique que le roi s'inquiète pour la santé mentale de son frère. Il cherche à savoir si Philippe lui aurait parlé de quelque chose d'inhabituel. Fabien nie, et Bontemps lui demande de l'en informer personnellement si c'était le cas, le roi « ayant beaucoup à faire ». Bontemps se confesse ensuite auprès de Leto, et lui explique que Philippe poursuit ses investigations. Il lui assure que le prisonnier est en lieu sûr. Leto menace de révéler l'identité de l'homme masqué si Louis pousse ses exigences trop loin.
La princesse palatine éduque sa belle-fille aux devoirs d'une épouse. Marie-Louise se montre prête à être docile auprès de son futur époux. Le médecin du roi demande ensuite à examiner la jeune fille, pour confirmer qu'elle est bien vierge, mais Marie-Louise se rebiffe. Une intervention musclée de son père sera nécessaire pour qu'elle obéisse.
Lors du banquet du soir, Leto interroge Louis sur ses intentions quant à un remariage, et désapprouve sa liaison avec Madame de Maintenon. Marie-Louise est ensuite présentée au cardinal. Ce dernier souhaite l'observer dans sa démarche, puis l'interroge sur ses centres d'intérêt et sur le rôle d'une épouse. La jeune fille récite sa leçon : une épouse doit être loyale et obéissante dans tous les domaines, ce qui plaît à Leto. Eleanor, qui assiste à la scène, se montre contrariée. Un peu plus tard, le roi invite tous les convives à se rapprocher des fenêtres, pour qu'ils assistent au brûlage des Bibles protestantes. Le cardinal est impressionné par l'action de Louis. Pour la première fois, il évoque une bénédiction papale au mariage de Charles avec Marie-Louise, mais aussi les contreparties que le Vatican attend : le maintien de Strasbourg et Luxembourg dans le camp des Habsbourg, et un soutien de la France en cas d'agression du Saint-Empire par les ottomans. Louis lui donne sa parole. Dans ses appartements, Leto reçoit la visite d'une domestique, qui se propose pour des relations sexuelles. Mais le cardinal la rejette.
Fabien consulte les registres de la famille royale. Il fait part à Philippe de ses découvertes : avant la naissance de Louis, leur mère a mis au monde quatre enfants mort-nés. Mais un intervalle de sept ans sépare le dernier d'entre eux et la naissance de Louis. Marchal émet l'hypothèse qu'en croyant son épouse stérile, et Louis XIII aurait eu un enfant avec une autre femme. Un héritier qui se cacherait désormais sous un masque de fer. Pour savoir si l'ancien roi a bien eu une maîtresse, ils interrogent le comte Robiquet, qui nie une relation extraconjugale dans le chef de Louis XIII. Mais Fabien lui rappelle sa tentative de renversement du roi, alors qu'il était associé au comte de Soisson, et menace de révéler cette trahison au roi actuel. Robiquet cède au chantage, et leur parle de Louise de la Fayette, qui a quitté Versailles pour un couvent, mais que Louis XIII visitait encore jusqu'à la fin de sa vie.
Louis retrouve Françoise au lit, et cette elle lui confie qu'elle craint de devoir un jour s'éloigner du monarque. Mais le roi lui assure qu'elle ne sera jamais seule.
Léopold revient à Versailles. Il réveille Eleanor, et souhaite qu'elle éblouisse le cardinal afin qu'il soutienne son mariage avec Charles. Il retrouve ensuite Sophie, qu'il remercie. Il cherche à savoir ce que trame Louis. Elle lui révèle avoir vu le négociant ottoman en compagnie de Colbert, qui doit prendre un bateau à Toulon pour rejoindre Malte. L'empereur ordonne à son homme de main de le retrouver. Il rejoint Louis pour lui présenter ses condoléances. Le roi sait qu'il est là pour convaincre le cardinal. Par provocation, Léopold confie à Louis que son épouse était une merveilleuse maîtresse. Plus tard, Léopold s'entretien avec Leto. Les deux hommes divergent sur les intentions de Louis. 
Fabien et Philippe rejoignent une église pour y consulter ses archives, et en particulier les registres de naissance. De retour à Versailles, ils constatent que leur recherche est vaine, et ils sont interrompus par Bontemps, qui doit conduire Marchal auprès du roi. Louis lui confie une mission : il souhaite qu'Eleanor ne soit plus un obstacle à ses projets. Fabien hésite, car la jeune fille ne le mérite sans doute pas, mais il finit par accepter.
Marchal rend visite à la duchesse de Cassel, et lui fait avoue son hésitation. Sophie et Fabien s'embrassent alors, puis couchent ensemble. Durant leurs ébats, la duchesse remercie Fabien de sa confiance. Il souhaite la revoir, mais en attendant lui demande une faveur : mener Eleanor auprès de Louis, sans que Léopold le sache. Le rendez-vous est fixé juste avant les funérailles, dans l'orangerie. Après le départ de Fabien, Sophie s'encourt prévenir Eleanor que sa vie est en danger. Elle lui propose de l'aider à s'enfuir, et de l'accompagner.
Philippe, qui a continué de consulter les registres, montre sa découverte à Fabien : une naissance en 1637 d'en enfant prénommé Robert, en présence du père Martin, et d'une sage-femme nommée Secretan. Le registre est signé des initiales de Louis de Bourbon, roi de France, et Louise de Lafayette.